# Soyuz MS-05
Soyuz MS-05 fue un vuelo espacial del Soyuz lanzado el 28 de julio de 2017. Transportó a tres miembros de la tripulación de la Expedición 52 hacia la Estación Espacial Internacional. MS-05 fue el vuelo número 134 de una nave espacial Soyuz. El equipo estuvo compuesto por un comandante ruso, un ingeniero de vuelo italiano y un ingeniero de vuelo estadounidense. Regresó a la Tierra el 14 de diciembre de 2017, después de 139 días en órbita.

## Tripulantes
| Puesto               | Miembros de la tripulación                           | Miembros de la tripulación                           |
| -------------------- | ---------------------------------------------------- | ---------------------------------------------------- |
| Comandante           | Sergey Ryazansky, RSA Expedición 52 Segundo vuelo    | Sergey Ryazansky, RSA Expedición 52 Segundo vuelo    |
| Ingeniero de Vuelo 1 | Randolph J. Bresnik, NASA Expedición 52 Primer vuelo | Randolph J. Bresnik, NASA Expedición 52 Primer vuelo |
| Ingeniero de Vuelo 2 | Paolo Nespoli, ESA Expedición 52 Tercer vuelo        | Paolo Nespoli, ESA Expedición 52 Tercer vuelo        |